# Krameria spartioides
Krameria spartioides är en tvåhjärtbladig växtart som beskrevs av Johann Friedrich Klotzsch och Otto Karl Berg. Krameria spartioides ingår i släktet Krameria och familjen Krameriaceae. Inga underarter finns listade i Catalogue of Life.